# شون بارتليت
شون بارتليت (بالإنجليزية: Shaun Bartlett)‏ (مواليد 18 ديسمبر 1976 في بليموث، انكلترا) مغني وشاعر غنائي وملحن بريطاني نرويجي. يعيش في النرويج حيث كان المغني الرئيسي لعدة فرق قبل أن يقوم بالغناء المنفرد في عام 2006. معروف بأدائه في النرويج في غولروتين (2015) والصوت (2012) حيث كان يعمل بشكل وثيق مع ماجني فوروهولمين. كما شارك في كتابة أغنية المسلسل الاسكندنافي شاهد عيان (2014) والموسيقى التصويرية لعدة أفلام ومسلسلات مثل الفتاة البرتقالية (2009).

## النشأة

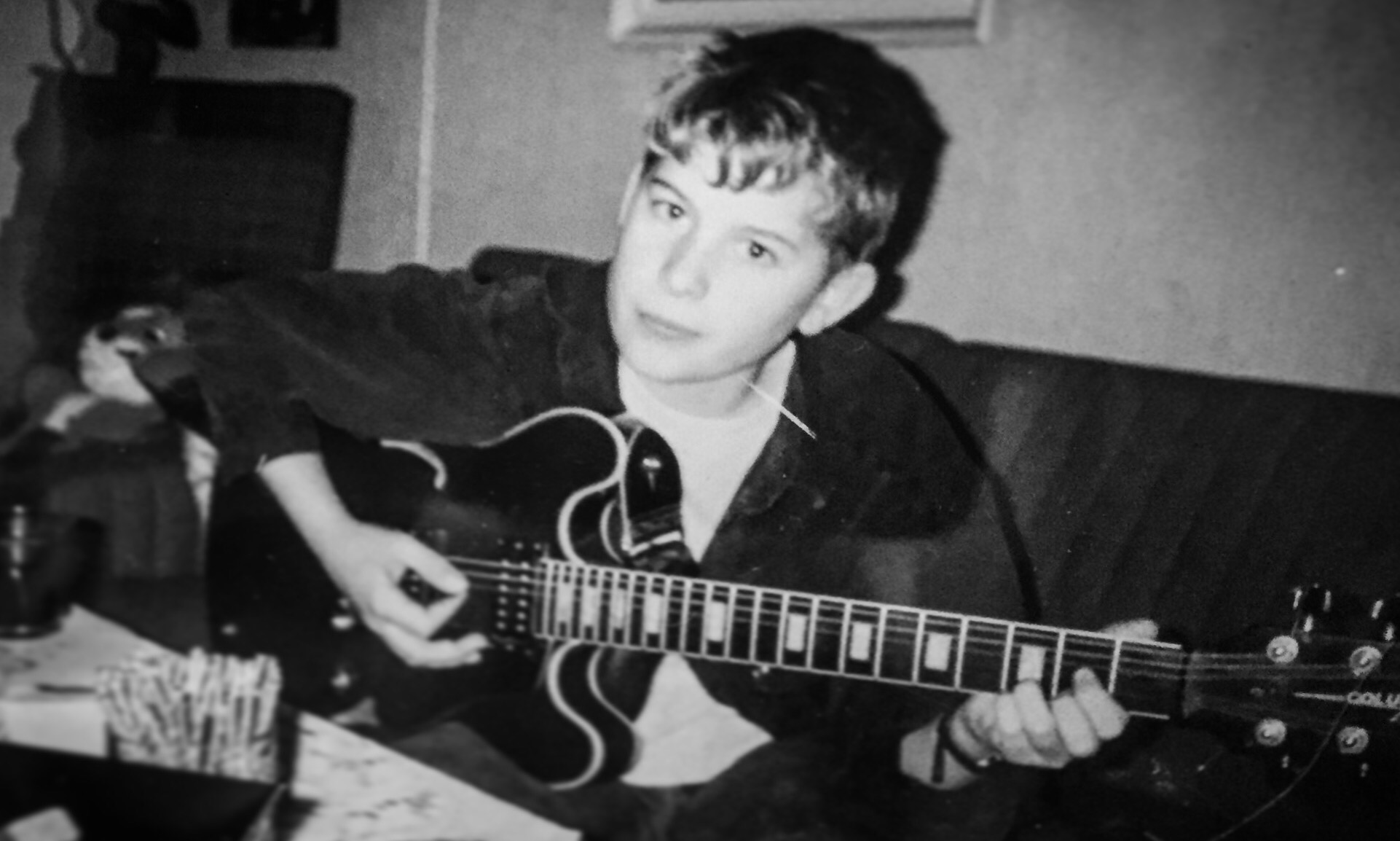
شون بارتليت على أريكة (1991).

والدته النرويجية إلين بارتليت ترعى الخيول في أوفريفول بينما كان والده البريطاني تريفور بارتليت فارس ناجح لبضع سنوات. انتقلوا فيما بعد للعيش في ديفون بانكلترا حيث قضى شون وشقيقه السنوات الأولى. سرعان ما حصل والده على وظيفة بدوام كامل لدى أمير البحرين السابق عيسى بن سلمان آل خليفة وانتقلت الأسرة إلى جزيرة البحرين حيث نشأ شون وشقيقه في مدينة عوالي. في صيف عام 1986 تطلق والديه وانتقل شون مع والدته للعيش في باروم بالنرويج.
في عيد الميلاد التالي حصل على أول لوحة مفاتيح موسيقية وخلال عدة سنوات امتلئت غرفة نومه بالآلات الموسيقية وأجهزة التسجيل وأمضى أيام في وقت كتابة وتسجيل أول أغانيه وأشرطته. في مراهقته التقى بأول زملائه في الفرقة الموسيقية وقضى معظم وقته في أسكر وأنشأ فرقته الموسيقية الصخور التقدمية في الطابق السفلي وقدم حفلات في النادي المحلي والمهرجان السنوي. من 1993 إلى 2000 أدى مع عدة فرق محلية من أسكر.

## المسيرة المهنية

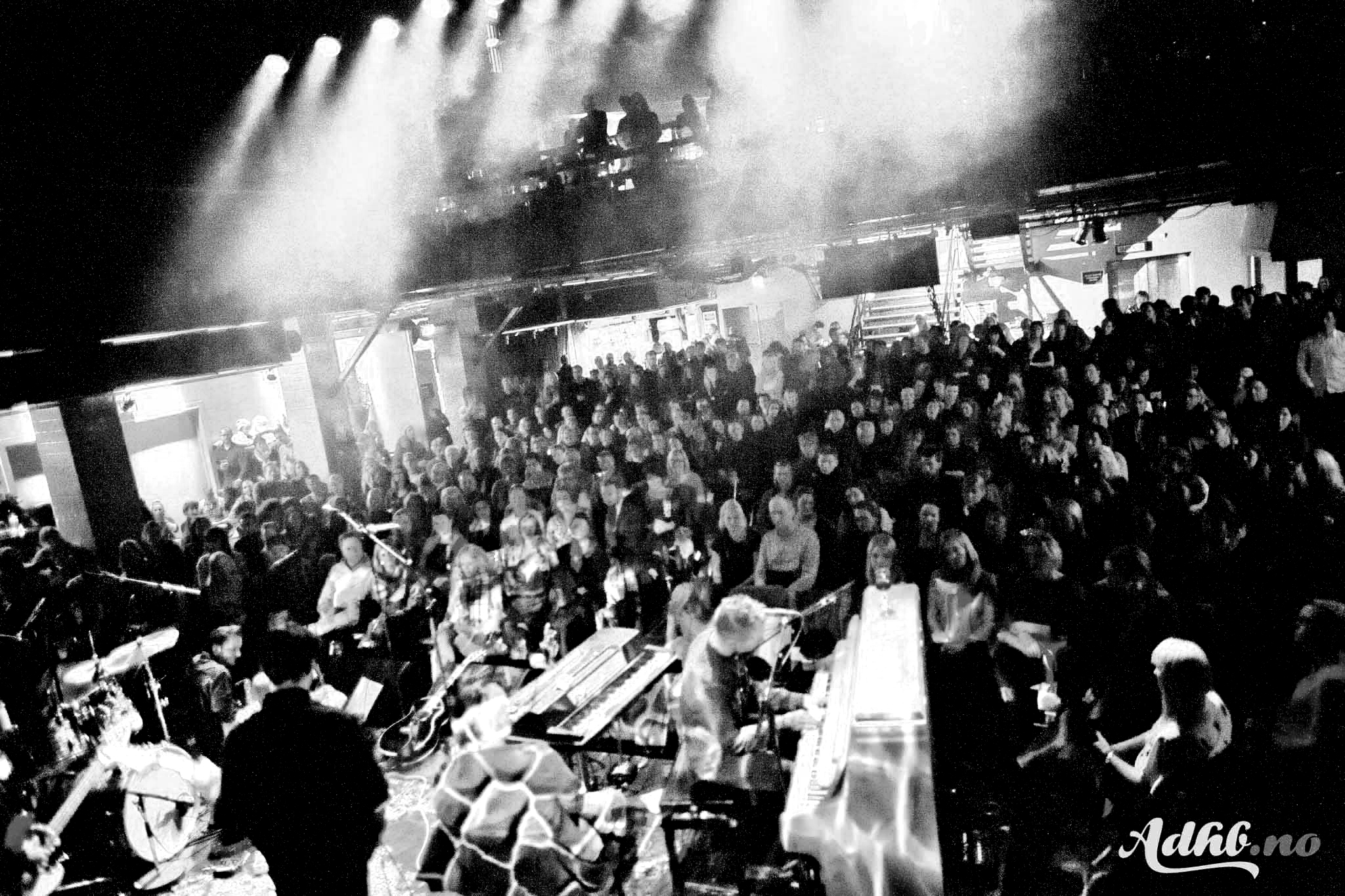
شون بارتليت يؤدي في روكفلر بأوسلو (2015).

في عام 1998 طلب من فرقته الموسيقية في ذلك الوقت الصرخة من قاعدة أوسلو تأليف الموسيقى التصويرية لفيلم القاعدة الأولى. تم لم شمل الفرقة مجددا في الاستوديو لعدة أشهر في عام 2005 للقيام أيضا بتأليف الموسيقى التصويرية لفيلم القاعدة الثانية. بين انفصال ولم شمل الفرقة الموسيقية بدأ بارتليت في كتابة بعض الكلمات التي من شأنها في وقت لاحق أن يفرج عنها بتأليف ألبوم منفرد بعنوان أحيانا منقسم في عام 2006. سجل الألبوم في ستوديو ستوغودالين المملوك من قبل لارس غونار ليان العضو السابق في فرقة الروك النرويجية موتور سايكو. حصل على نقد إيجابي مما مهد له الطريق لأداء أولى حفلاته خارج أوسلو.
في العام التالي عاد إلى لارسفيل لتسجيل ألبومه الثاني إنكمش في المدينة إلى الضوء الذي صدر في عام 2008. أدى معظم الأدوات الموسيقية في الألبوم نفسه. ظهرت أغانيه الحرير والبعثة السرية والسفر عبر الزمن كموسيقى تصويرية لفيلم عن رواية جوستاين غاردر بعنوان الفتاة البرتقالية في عام 2008. تصدرت أغنيتيه الحرير وأميال من أضواء المدينة قائمة الأغاني في راديو إن آر كيه بي3 كأطول فنان مدرجة أغانيه في تلك السنة.
بين ألبومه والثالث الأخضر يعني امشي والأحمر يعني اهرب (2014) ساند ليونارد كوهين في ملعب بيسليت وسافر إلى جميع أنحاء العالم وصعد إلى أعلى جبل كليمنجارو للإلهام وأصبح الوجهة المفضلة للصوت في النرويج (2012). أدرجت أغانيه المفردة الثلاثة في إذاعة إن آر كيه ب1. أدرجت الأغنية الرئيسية في الألبوم الثالث الأخضر يعني امشي والأحمر يعني اهرب المستوحاة من طريقة الدكتور ماسارو إيموتو لرؤية الروتين من هذه الزاوية المختلفة على راديو ب4 في عام 2015 وسجل الألبوم في شركة المحيط الصوتية للتسجيلات التي يقع مقرها على شاطئ جيسك وهي جزيرة جميلة خارج يالو على الساحل الغربي للنرويج - المعروفة بطبيعتها العالقة بقمم الجبال وتناقضات الطقس ناهيك عن المهرجان الموسيقي السنوي لجزيرة جيسك حيث شون أدى حفلا على الهواء مباشرة في عام 2015. كان آخر تسجيل في الاستوديو بعنوان المخلص غير المعروف (كتابة الكلمات وأداء الأغنية من قبل شون بارتليت وألحان بنت أسيرود وجير بورين من الفرقة الموسيقية النرويجية الصخور التقدمية وجونيبر غرين) وهي تتر المسلسل الاسكندنافي شاهد عيان.

## ديسكغرفي

### الألبومات
- الأخضر يعني امشي والأحمر يعني اهرب (2014)
- تقليص المدينة إلى الضوء (2008)
- أحيانا منقسم (2006)

### الأغاني المفردة
- «المخلص غير المعروف» (2014)
- «العقل قلق» (2014)
- «الرماد على النار» (2013)
- «حالا» (2013)
- «الحب بإعطاء خذ» (2013)
- «التنين على الطائرة» (2011)
- «أميال من أضواء المدينة» (2008)

### ألبومات تعاونية
| 1996    | 1998         | 2004         | 2009       | 2010    | 2011   |
| أوبيوون | أوبيوون      | ب3           | موا وشون   | كونتينر | الصرخة |
| نوزجوب  | أفكار في عقد | رورت وأورورت | أماكن أخرى | كونتينر | الصرخة |

### أغاني تعاونية
- «تنمو دون أنت» موا وشون (2004)
- «ضرب نجم» ديابلو أرتشر (2008)
- «الفتيات فقط تردن المتعة» شون بارتليت وإيدا شتاين (2013)

## روابط خارجية
- شون بارتليت على موقع IMDb (الإنجليزية)
- شون بارتليت على موقع ديسكوغز (الإنجليزية)